# Saint-Seurin-de-Cursac
Saint-Seurin-de-Cursac ist eine französische Gemeinde mit 773 Einwohnern (Stand: 1. Januar 2022) im Département Gironde in der Region Nouvelle-Aquitaine (vor 2016: Aquitanien). Sie gehört zum Arrondissement Blaye und zum Kanton L’Estuaire. Die Einwohner werden Severinois genannt.

## Geographie
Saint-Seurin-de-Cursac liegt drei Kilometer östlich des Ästuars der Gironde, etwa 36 Kilometer nördlich von Bordeaux. Umgeben wird Saint-Seurin-de-Cursac von den Nachbargemeinden Fours im Norden, Mazion im Nordosten, Saint-Paul im Osten und Südosten, Saint-Martin-Lacaussade im Südwesten sowie Saint-Genès-de-Blaye im Westen.
Durch die Gemeinde führt die frühere Route nationale 137 (heutige D937).

## Bevölkerungsentwicklung
| Jahr                       | 1962 | 1968 | 1975 | 1982 | 1990 | 1999 | 2006 | 2013 | 2020 |
| Einwohner                  | 335  | 338  | 335  | 712  | 738  | 761  | 744  | 685  | 766  |
| Quellen: Cassini und INSEE |      |      |      |      |      |      |      |      |      |

## Sehenswürdigkeiten
- Kirche Saint-Seurin
- Windmühle La Garde de Roland, seit 1977 Monument historique

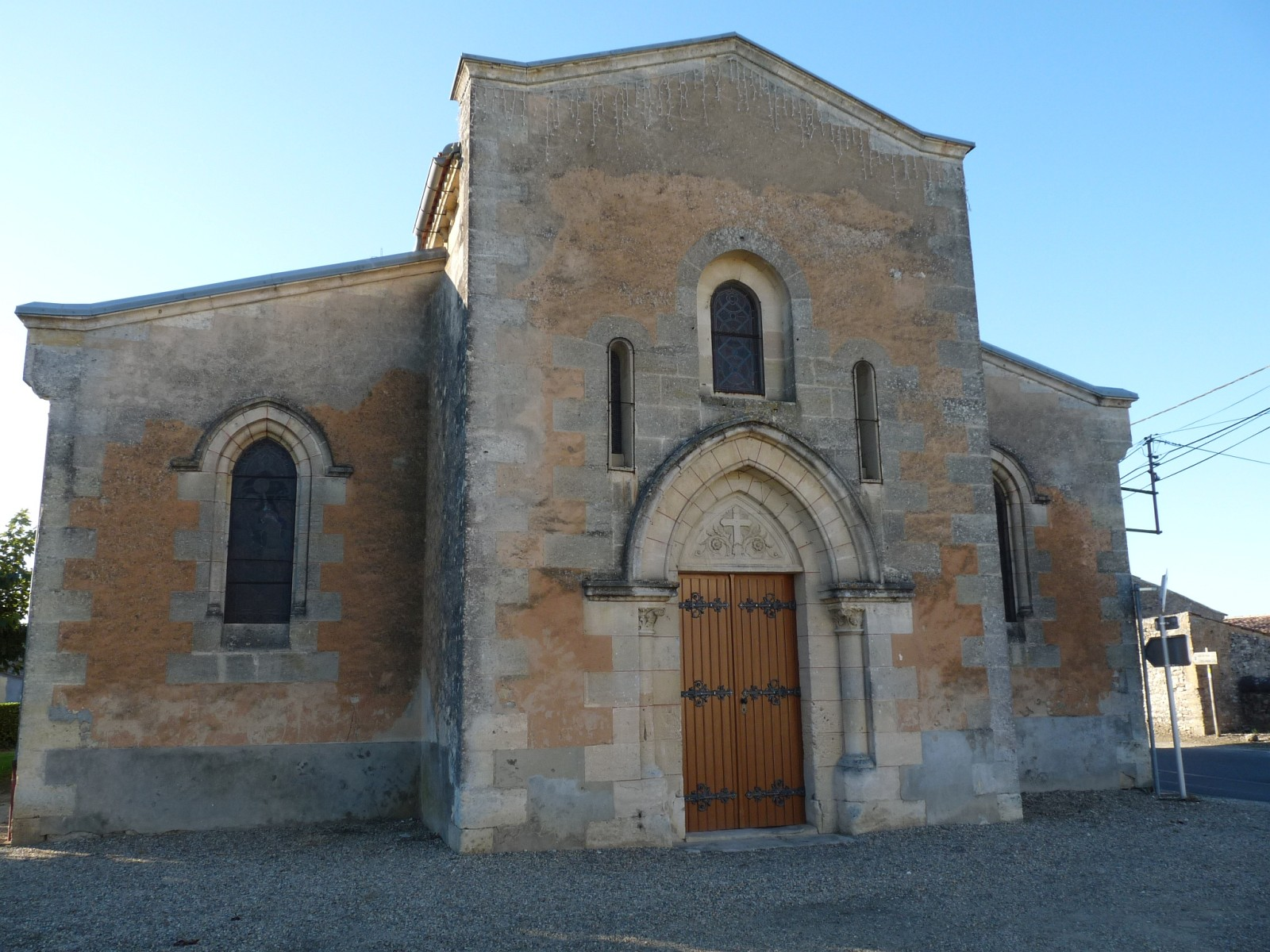
Kirche Saint-Seurin

## Persönlichkeiten
- Philippe Madrelle (1937–2019), Politiker (PS)